# Bernardino de Menezes
D. Bernardino de Menezes ou Bernardo de Menezes foi comendador e alcaide-mor de Proença na Ordem de Cristo, e da comenda de Moncorvo, governador de Tânger.
Existe uma provisão do Arcebispo de Braga, D. frei Agostinho de Jesus, no seguimento de um requerimento pedido por D. Bernardino, na função comendador da Torre de Moncorvo, datado de 12 de fevereiro de 1601, sobre a de como gerir os dinheiros da fábrica da Igreja de Santa Maria da mesma paróquia.

## Dados genealógicos
Era filho de:
- Francisco de Meneses, de alcunha o trompeta ou trombeta, comendador de Proença-a-nova e de Moncorvo.[1]
- D. Maria de Noronha, filha de João de Almeida.[1]

Casou com D. Lourença de Vilhena de Sousa da Silva, filha de D. Manuel de Sousa da Silva e de D. Ana de Vilhena ou Távora. Ele era comendador de Vilafrei e Alfaiates na Ordem de Cristo, e como aposentador de el-Rei D. Sebastião, acompanhou-o a África e estando ao seu lado na Batalha de Alcácer Quibir, lá morreu no ano de 1578. D. Ana era filha de Luís Álvares de Távora, senhor de Mogadouro, Mirandela e São João da Pesqueira.
Desse casamento teve:
- D. Francisca Sá de Menezes
- D. Ana de Vilhena (ou de Menezes) que casou com Simão de Melo de Sampaio ou simplesmente Simão de Melo, comendador de São Salvador do Campo do Neiva e coronel de um dos terços de Lisboa) e que depois de viúva, casou com D. Luís de Almada, senhor de Pombalinho. Sem geração de ambos[2]
- D. Francisco de Menezes ( - 1659), por alcunha o Barrabás, comendador de Proença e de Moncorvo, casado com D. Filipa de Melo filha de Cristóvão de Almada, provedor da Casa da Índia. Com geração.